# Human-Biomonitoring
Human-Biomonitoring (HBM) bezeichnet die Untersuchung von human-biologischen Materialien wie Blut, Harn, Haaren, Speichel, Muttermilch etc. auf Schadstoffe oder deren Abbauprodukte durch chemische Analyse.
Eine Vielzahl von Chemikalien, die uns im täglichen Leben begegnen, wird vom Menschen aufgenommen und ist im Körper nachweisbar. Manche dieser Stoffe sind gesundheitsschädlich, da sie negative Auswirkungen auf Immun-, Nerven- oder Hormonsystem sowie Fruchtbarkeit haben und Ungeborene schädigen können. Mit Human-Biomonitoring können belastete Bevölkerungsgruppen, Einzelbelastungen sowie regionale Unterschiede identifiziert werden.
Das österreichische Umweltbundesamt betreibt seit 2007 ein akkreditiertes Prüflabor für Human-Biomonitoring und analysiert im Rahmen dieser Tätigkeit auch die genderspezifischen Effekte von Schadstoffen. Die interdisziplinäre Plattform für Human-Biomonitoring (Leitung Umweltbundesamt) ist bestrebt, die Methode in Österreich zu etablieren – als Beitrag zu Gesundheits- und Umweltschutz, zur Unterstützung nationaler Präventionsziele und zum Ausbau nationaler Kompetenz für Human-Biomonitoring.
Seit 2010 kooperieren auch in Deutschland das Bundesumweltministerium mit dem Verband der Chemischen Industrie e. V. (VCI), um bessere Kenntnisse über die Aufnahme gebräuchlicher Industriechemikalien im menschlichen Organismus zu erlangen. Innerhalb von zehn Jahren, also bis 2020, sollten für insgesamt bis zu fünfzig Stoffe Analysemethoden entwickelt werden. 2014 bestanden bereits für sieben Stoffe Nachweismethoden, darunter z. B. Chemikalien wie DINCH, DPHP und MDI. Bis 2020 wurden schließlich die 50 Stoffe ausgewählt, für die Analysenmethoden entwickelt werden sollen, für 26 Stoffe wurden bereits neue Methoden erarbeitet.
Der EU „Children Environment and Health Action Plan 2004–2010“ fordert die Etablierung eines europaweiten Human-Biomonitoring. Das EU-Projekt ESBIO (Expert Group to Support Biomonitoring in Europe) erarbeitete dazu entscheidende Grundlagen, COPHES (Consortium to perform human biomonitoring on a European Scale) schafft die Voraussetzungen für ein harmonisiertes europäisches Vorgehen.